# Esben Bjerre Hansen
Esben Bjerre Hansen (født 8. februar 1987 i Sejs ved Silkeborg) er en dansk journalist, influencer, podcast-, radio- og tv-vært. Han er kendt for podcasten "Her går det godt" samt det tidligere radioprogram Monte Carlo på DR P3, begge dele med kollegaen Peter Falktoft. Han har gået på Danmarks Medie- og Journalisthøjskole i Aarhus. Esben Bjerre Hansen havde i 2011 et kort ophold på San Francisco State University, som endte, fordi han blev tilbudt job på P3.
Esben Bjerre Hansen var fra 2009 ansat hos DR, hvor han først var ansat på Radioavisen og DR2 Deadline, til han i januar 2012 blev vært på Monte Carlo. Esben har sammen med Peter Falktoft i 2012 og 2013 vundet Ekstra Bladets Gyldne mikrofon og Årets Drivetime Radio ved Prix Radio. I 2013 vandt de en Zulu Award for årets bedste radioprogram.
I februar 2013 havde han tv-debut i programmet Monte Carlo elsker Putin, der blev nomineret til en Zulu Award for "Årets Danske Originale tv-program". Derudover var han også med til at lave Monte Carlo elsker jøderne og Monte Carlo elsker USA.
Den 14. maj 2014 meddelte Esben Bjerre Hansen og Peter Falktoft, at de ville indstille radioprogrammet pr. 6. juni 2014. De fortsætter på tv.
Den 20. oktober 2014 startede Esben Bjerre sammen med Peter Falktoft tv-programmet Monte Carlo på DR3, som sendes mandag til torsdag på DR3 og varede en halv time. Den 24. december 2016 udgav Esben Bjerre og Peter Falktoft podcasten Her Går Det Godt for første gang.
I 2016 startede Esben podcasten Her Går Det Godt med sin medvært Peter Falktoft, som i dag stadig udkommer ugentligt.
I 2018 udkom Bjerre og Falktoft med det første rejseprogram under det Franchiset "I.. Går det godt". Det blev til rejseprogrammet I Kina går det godt i samarbejde med YouSee.

## Privatliv
Esben Bjerre har dannet par med Sisse Sejr-Nørgaard siden januar 2013. Lørdag den 7. juni 2014 blev parret forældre til en pige, ved navn Elly. Den 31. december 2020 offentliggjorde parret, at de giftes samt at Sisse Sejr-Nørgaard var gravid.

## Radio og podcast
| Program          | År        | Kanal       | Medvært        |
| ---------------- | --------- | ----------- | -------------- |
| Monte Carlo      | 2012-2014 | DRP3        | Peter Falktoft |
| Her Går Det Godt | 2016-     |             | Peter Falktoft |
| Optimisten       | 2018-     | FN          |                |
| Borgen Backstage | 2021-     | Folketinget |                |

## TV
Danmarks Radio har med Esben Bjerre og Peter Falktoft i front produceret tre (pr. marts 2014) satiriske dokumentarserier om aktuelle emner. I forbindelse med nytåret 2013/14 sendte parret deres egen nytårstale på DR3. Parret har deltaget som gæster og værter i flere mindre tv-programmer, herunder nogle top-liste programmer.
| Program                                            | År   | Kanal     | Note |
| -------------------------------------------------- | ---- | --------- | ---- |
| Monte Carlo elsker Putin, Moskva/Sibirien, Rusland | 2013 | DR3       |      |
| Monte Carlo elsker jøderne, Palæstina/Israel       | 2013 | DR3       |      |
| Monte Carlo elsker USA, USA                        | 2014 | DR3       |      |
| Sladrehanken - vi ved hvad du laver                | 2014 | DR3       |      |
| Monte Carlo på DR3                                 | 2014 | DR3       |      |
| I Kina Går Det Godt                                | 2018 | YouSee TV |      |
| I Mexico Går Det Godt                              | 2019 | Xee       |      |
| I Sydafrika Går Det Godt                           | 2020 | Xee       |      |